# Chiến khu Vần
Di tích chiến khu Vần là một mốc son của sự kiện lịch sử Yên Bái nói riêng và của vùng Tây Bắc nói chung. Chiến khu Vần đã có vai trò quyết định trong việc chuẩn bị lực lượng để đấu tranh giành chính quyền cách mạng ở hai tỉnh Phú Thọ - Yên Bái và huyện Phù Yên (Sơn La) đồng thời là căn cứ đảm bảo cho địa phương trong công cuộc chuẩn bị đi vào cuộc kháng chiến chống Pháp quyết liệt (1946 - 1954), là nơi thành lập Ban cán sự Đảng liên tỉnh Yên Bái - Phú Thọ, nơi hình thành và ra đời của Đảng bộ tỉnh Yên Bái.

## Vị trí
Chiến khu Vần là một vùng đất khá rộng, nằm ở phía Nam huyện Trấn Yên và Đông Nam huyện Văn Chấn. Trước năm 1945, Chiến khu Vần nằm ở địa bàn của 3 tổng là: Lương Ca, Giới Phiên (thuộc Trấn Yên) và Đại Lịch thuộc Văn Chấn có cự ly dài từ Bắc xuống Nam là 23 km và từ Đông sang Tây 18 km (tính theo nơi dài rộng nhất và nằm ở toạ độ là: vĩ độ 21034'; kinh độ là: 104054'40'').
Di tích chiến khu cách mạng Vần nằm ở phía Nam tỉnh lỵ Yên Bái, cách Thành phố Yên Bái 16 km (đường chim bay), 30 km (đường trải nhựa lộ tỉnh). Du khách có thể đến tham quan, nghiên cứu di tích, sinh thái, hang động, … bằng các phương tiện ô tô, xe máy theo ba con đường dưới đây đều thuận lợi:
- Từ TP Yên Bái vào
- Từ Văn Chấn rẽ ra Mỵ
- Từ Hiền Lương (Sông Thao - Phú Thọ) lên
Địa điểm làng Đồng Yếng (Vân Hội), nằm cách làng Vần 5 km về phía Đông và đến bằng đường ôtô, xe máy bằng 3 đường:
- Từ TP Yên Bái vào khoảng 30 km
- Từ làng Vần ra khoảng 5 km
- Từ Hiền Lương (Phú Thọ) lên khoảng 4 km là tới địa điểm di tích.

## Lịch sử
Lịch sử vùng chiến khu trải qua thời gian, địa danh địa giới có nhiều thay đổi, trước đây vùng đất này thuộc huyện Văn Chấn, nay thuộc huyện Trấn Yên. Năm 1945, xã Vân Hội ngày nay có tên gọi là xã Minh Phú. Ngày 6/1/1946, liên xã Minh Phú - Đồng Phú - Phú Thịnh - Phú Lương gọi là xã Việt Cường. 

## Địa bàn chính
Căn cứ cách mạng kiểu chiến khu có quy mô khá rộng trong đó có 2 vùng quan trọng nhất là làng Vần và làng Đồng Yếng.

## Hình thành chiến khu
Từ nhận định tình hình chu đáo, biết địch biết ta và nhân dân vùng đất này vốn có truyền thống đấu tranh chống áp bức bóc lột và ngoại xâm của các tộc người, việc lựa chọn vùng đất ươm mầm cách mạng nơi đây sẽ sớm nảy mầm. Xưa vùng đất này chỉ có 3 tộc người: Kinh, Tày và Dao, có truyền thống gắn bó đoàn kết, thủy chung. Từ khi Mặt trời Cách mạng soi rọi đến đã xây dựng được nhiều cơ sở cách mạng, tinh thần nhân dân sẵn sàng ủng hộ và đi theo cách mạng.
Sau khi nhận định tình hình vị trí địa lý và tinh thần của nhân dân. Dưới sự lãnh đạo trực tiếp của xứ uỷ Bắc Kỳ, khi thành lập đội du kích Âu Cơ đã chuyển lên Đồng Yếng rồi vào làng Vần. Lấy Vần làm trung tâm chỉ huy, lấy Đồng Yếng làm trung tâm huấn luyện quân sự cho hình thành chiến khu.
Lãnh đạo chiến khu gồm có các đồng chí: Trần Quang Bình, Bình Phương, Ngô Minh Loan, Nguyễn Phúc, Trấn Đức Sắc (tức GS Văn Tân). Chiến khu cũng là nơi an toàn đón các đồng chí cách mạng kiên trung vượt ngục nhà tù Sơn La về và một số hoạt động ở miền xuôi bị lộ lên tiếp tục tham gia hoạt động cách mạng.
Một sự kiện trọng đại đã diễn ra tại đây, ngày 30/6/1945 ban cán sự liên tỉnh Phú - Yên (Phú Thọ - Yên Bái) được thành lập - một mốc lịch sử quan trọng đánh dấu sự hình thành chiến khu do đồng chí Ngô Minh Loan làm Bí thư lãnh đạo cách mạng tại hai tỉnh Yên Bái và Phú Thọ. Từ đây đã phát triển rộng lên Lào Cai và một phần Sơn La. Tại đây, lực lượng Đảng hoạt động có tổ chức, có nền nếp để củng cố phát triển mạnh nên lần lượt ra đời các tổ chức như: Cứu quốc của Việt Minh, Uỷ ban cách mạng lâm thời, chiến khu được thành lập. Đội du kích phát triển mạnh đã đánh bại chính quyền địch tan rã và đánh bại các cuộc tấn công của Nguỵ quân, quân Nhật. Đồng thời đã giác ngộ được các chánh phó tổng đi theo và ủng hộ cách mạng, bảo vệ vững chắc an toàn căn cứ cách mạng chiến khu. Khi thời cơ đến, từ chiến khu quân cách mạng đã tiến toả ra 3 hướng đi Phú Thọ, Yên Bái và Nghĩa Lộ, để phá kho thóc Nhật chia cho nhân dân đang lúc đói khổ. Nhân dân càng tin tưởng đi theo cách mạng đánh đổ chính quyền địch, giải phóng và lập nên chính quyền cách mạng ở 3 tỉnh Phú Thọ, Yên Bái và Phù Yên (Sơn La) góp phần tích cực vào thắng lợi vĩ đại của dân tộc trong cuộc tổng khởi nghĩa có một không hai của lịch sử Cách mạng tháng Tám 1945.

## Địa điểm lịch sử quan trọng
Một số địa điểm diễn ra sự kiện lịch sử quan trọng của chiến khu được nhân dân trân trọng giữ gìn như: khu nhà của Ông Trần Đình Khánh, cây vải của Ông Đình Trung, Đình Làng Vần, cây gạo, cây sữa, Hang Dơi, …Đình Làng Dọc gắn với sự kiện ở làng Vần, Đồng Yếng, Đình Vân Hội, thác Vân Hội xã Vân Hội.